# Babuchów
Babuchów (ukr. Бабухів, Babuchiw) – wieś na Ukrainie, w obwodzie iwanofrankiwskim, w rejonie rohatyńskim, nad Gniłą Lipą.
W 2001 roku liczyła 1145 mieszkańców.